# Cybocephalus minutus
Cybocephalus minutus là một loài bọ cánh cứng trong họ Cybocephalidae. Loài này được Grouvelle miêu tả khoa học năm 1913.